# The Great K & A Train Robbery
The Great K & A Train Robbery is een Amerikaanse western uit 1926. De stomme film is bewaard gebleven en kopieën ervan liggen onder andere in het Koninklijk Belgisch Filmarchief in Brussel, in het Museum of Modern Art in New York en in het George Eastman House in Rochester. De film, grotendeels gefilmd in Glenwood Springs, is gebaseerd op het gelijknamige boek van Paul Leicester Ford uit 1897.
In Nederland werden drie aparte titels gebruikt: De brutale treinroof, Tom Mix en de treinroof en De groote treinroof.

## Verhaal
Als er een aantal overvallen worden gepleegd op de K & A-spoorlijn wordt detective Tom Gordon (Tom Mix) ingeschakeld om het mysterie op te lossen. Verkleed als struikrover gaat hij aan boord van de trein van K & A-president Eugen Cullen (Will Walling). Zwerver DeLuxe Harry (Harry Gripp) helpt hem binnen te komen bij de bende. Aanvoelende dat Tom geen crimineel is, wordt Cullens dochter Madge (Dorothy Dwan) verliefd of hem, hoewel ze wordt gezocht door Burton. Hij is haar vaders secretaris en werkt samen met de bandieten. Uiteindelijk ontdekt Tom de dubbelrol van Burton en met hulp van zijn paard Tony pakt hij de schurken op en wint hij de hand van Madge.

## Rolverdeling
| Acteur         | Personage       |
| -------------- | --------------- |
| Tom Mix        | Tom Gordon      |
| Dorothy Dwan   | Madge Cullen    |
| Will Walling   | Eugene Cullen   |
| Harry Gripp    | DeLuxe Harry    |
| Carl Miller    | Burton          |
| Edward Peil    | Bandietenleider |
| Curtis McHenry | Cullens butler  |
| Tony het paard | Tony            |